# Scopula roseata
Scopula roseata är en fjärilsart som beskrevs av Aigner-abafi 1907. Scopula roseata ingår i släktet Scopula och familjen mätare. Inga underarter finns listade.